# 坎波内莱尔巴
坎波内莱尔巴（義大利語：Campo nell'Elba），是意大利托斯卡纳大区利佛诺省的一个市镇。总面积55平方公里，人口4616人，人口密度83.9人/平方公里（2009年）。ISTAT代码为049003。